# Tonezza del Cimone

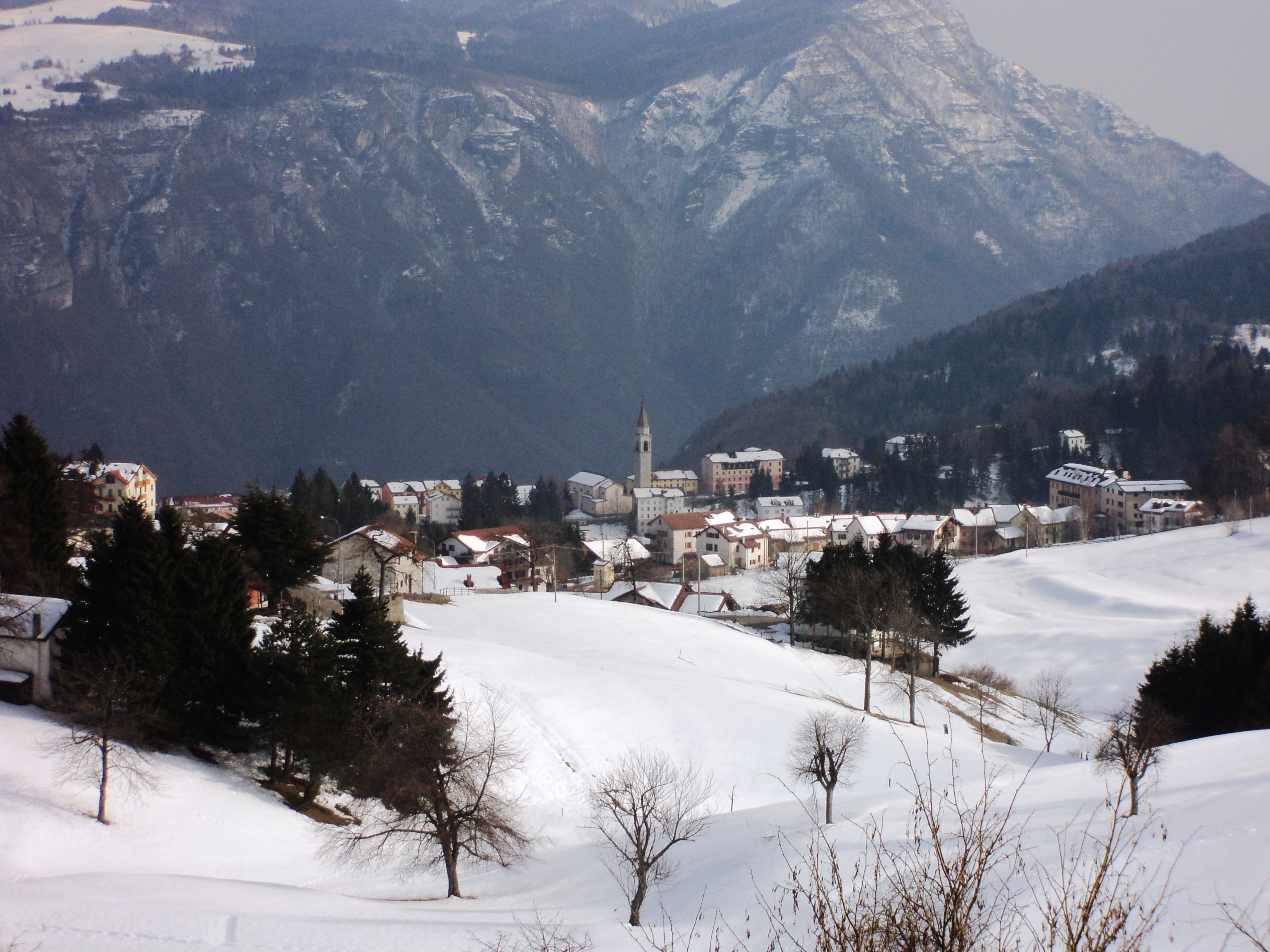
Tonezza del Cimone im Winter

Tonezza del Cimone (in der zimbrischen Sprache: Tonetsch) ist eine nordostitalienische Gemeinde (comune) mit 512 Einwohnern (Stand 31. Dezember 2023) in der Provinz Vicenza in Venetien. Die Gemeinde liegt etwa 37,5 Kilometer nordnordwestlich von Vicenza. Bis 1924 hieß die Gemeinde noch Forni, von 1924 bis 1959 Tonezza. 